# قلعة الاتحاد

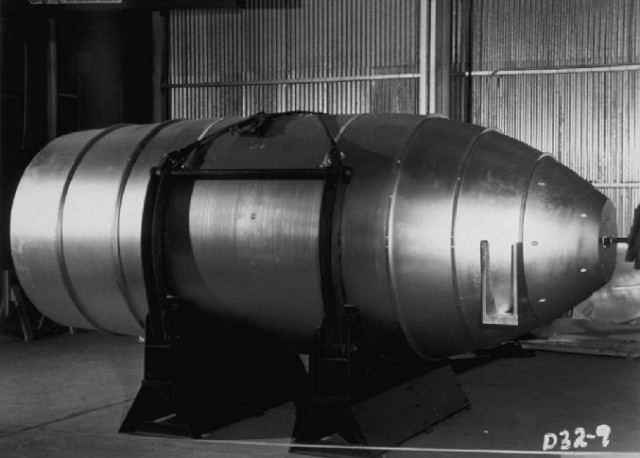
قنبلة مارك 14

قلعة الاتحاد هو الاسم الرمزي الذي أُعطي لأحد الاختبارات في سلسلة عملية القلعة للتجارب النووية التي أجرتها الولايات المتحدة.

## نبذة
قلعة الاتحاد كانت أول اختبار لسلاح نووي حراري وهي واحدة من القنابل النووية الحرارية الأمريكية الأولى التي تم نشرها.
جهاز «المنبه» هو عبارة عن قنبلة اندماج «جافة» تستخدم وقود الليثيوم ديوتيريوم لمرحلة الدمج لقنبلة اندماج «مرحلية» على عكس الديوتيريوم السائل المبرد في الجيل الأول من جهاز اندماج إيفي مايك.
تم إجراء الاختبار في 26 أبريل 1954 في جزيرة مرجانية في بيكيني بجزر مارشال في باخرة راسية في البحيرة قبالة جزيرة يوروتشي. كان إنتاج 6.9 ميغا طن من مادة تي إن تي أعلى إلى حد ما من 3-4 ميجاوات المتوقعة. على الرغم من أن السفينة قد رست في 160 قدم (49 متر) من الماء إلا أن الاختبار ترك حفرة قطرها 3000 قدم (910 متر) وعمق 90 قدم (27 متر) في قاع البحيرة.
مثل اختبارات آيفي مايك وقلعة برافو وقلعة روميو تم إنتاج نسبة كبيرة من المواد عن طريق الانشطار السريع باليورانيوم الطبيعي مما ساهم في التداعيات الشاملة الناجمة عن هذه الاختبارات.